# Николинци
Николинци (рум. Nikolinţ) су насеље у општини Алибунар, у Јужнобанатском округу, у Србији. Према попису из 2022. имало је 990 становника.

## Положај
Николинци се налазе на путу М 1.9, између Банатског Карловца и Уљме.

## Историја
Насеље је кроз историју носило различита имена: Szent Miklós у 15. веку, Мало Каково - 1775. године, Николинце - 1894. године, Temes Miklós -1920. године, Николинце - 1920. године, Николинци - 1922. године.
Године 1404. постојала су два Сентмиклоша, други је био Zenthmyklos et alias Zenthmykos, у крашовском комитату.
При крају турске владавине постојала су исто тако два насеља, која су носила име Николинце: Мало Николинце, које је 1698. године престало да постоји, и Велико Николинце, које је 1716. године пропало.
Године 1716. ушла је николиначка околина у састав вршачког диштрикта темишварског Баната, а 1717. године село има 10 насељених кућа. Велико Николинце било је на месту садашњег села, а Мало Николинце је лежало више према истоку. Оба места постојала су и даље као пољска добра. Године 1723. узели су становници села Какова ова поњска добра у закуп од царске коморе, јер су своје земље имали мало. Године 1744. су Каковчани молили за дозволу да 40 својих породица преселе у Николинце, јер је њихово Каково пренасељено. Пошто су добили дозволу, населили су се на данашње поље „Селиште“, источно од Малог Николинца, и основали Мало Каково. Године 1746. подигли су цркву брвнару и узели у закуп суседно пољско добро „Оца“ (Otsa, данас Банатски Карловац). Године 1749. бројало је Мало Каково 66 домова, а сеоски поп је био Радул Команов. Године 1751. било је 70 кућа.
Године 1774. додељено је Мало Каково илирској, а 1776. године влашко-илирској регименти. Али пошто је Мало Каково страдало од поплаве, премештено је 1774. године на место Великог Николинца и од тада је насеље носило име Николинце.
Године 1782. ново насеље је бројало 1203 православне душе. Године 1785. било је 140, а 1799. године 143 куће, са 1494 душе. Године 1785. свештеник је био Павел Михаловић, а ђакон Данијел Пинко. Године 1789. општински начелник је био Јанош Пинко. Тада је школу похађало 45 ученика.
Године 1827. пописано је 22 католика и 2620 православаца. Године 1837. било је 25 католика и 2475 православаца. Године 1854. насеље је имало 2771 становника. Године 1873. припојено је тамишком комитату, а 8. децембра 1894. године отворена је железничка станица. Године 1905. појављују се први назарени, којих 1928. год. има 69 породица.
Године 1909. порушена је стара црква и на њеном месту подигнута је (1910. год.) нова у византијском стилу са два торња.
| Година | Број становника |
| ------ | --------------- |
| 1869.  | 3.065           |
| 1880.  | 3.063           |
| 1890.  | 3.299           |
| 1900.  | 3.458           |
| 1910.  | 3.483           |

Кретање броја становника од 1869. до 1910. године.
За време преврата (30.10. 1918 год.) побунили су се мештани и демолирали бележнички стан, а бележника најурили: опљачкали су затим жељезничку станицу и један воз. Вођа руље и једна жена платила главом.
Године-1923. укинута је овдашња поштанска испостава и модернизиран Иванчанин млин, а 31. јануара 1921. године пописано је 3230 становника од којих је било Срба - 23, Румуна - 3040, Немаца - 4, Мађара - 4, и осталих (Цигана) 159 душа.

## Демографија
У насељу Николинци живи 986 пунолетних становника, а просечна старост становништва износи 42,1 година (39,7 код мушкараца и 44,2 код жена). У насељу има 408 домаћинстава, а просечан број чланова по домаћинству је 3,04.
Ово насеље је већински насељено Румунима (према попису из 2002. године), а у последња три пописа, примећен је пад у броју становника.
|  |

| Демографија | Демографија | Демографија |
| Година      | Становника  | Становника  |
| ----------- | ----------- | ----------- |
| 1948.       | 2.862       |             |
| 1953.       | 2.820       |             |
| 1961.       | 2.716       |             |
| 1971.       | 2.377       |             |
| 1981.       | 1.905       |             |
| 1991.       | 1.634       | 1.540       |
| 2002.       | 1.240       | 1.499       |
| 2011.       | 1.131       |             |

| Етнички састав према попису из 2002.‍ | Етнички састав према попису из 2002.‍ | Етнички састав према попису из 2002.‍ | Етнички састав према попису из 2002.‍ | Етнички састав према попису из 2002.‍ |
| ------------------------------------ | ------------------------------------ | ------------------------------------ | ------------------------------------ | ------------------------------------ |
|                                      |                                      |                                      |                                      |                                      |
| Румуни                               | Румуни                               |                                      | 921                                  | 74,27%                               |
| Роми                                 | Роми                                 |                                      | 143                                  | 11,53%                               |
| Срби                                 | Срби                                 |                                      | 129                                  | 10,40%                               |
| Мађари                               | Мађари                               |                                      | 9                                    | 0,72%                                |
| Југословени                          | Југословени                          |                                      | 6                                    | 0,48%                                |
| Муслимани                            | Муслимани                            |                                      | 5                                    | 0,40%                                |
| Македонци                            | Македонци                            |                                      | 4                                    | 0,32%                                |
| Црногорци                            | Црногорци                            |                                      | 3                                    | 0,24%                                |
| Словаци                              | Словаци                              |                                      | 3                                    | 0,24%                                |
| Немци                                | Немци                                |                                      | 2                                    | 0,16%                                |
| Хрвати                               | Хрвати                               |                                      | 1                                    | 0,08%                                |
| Власи                                | Власи                                |                                      | 1                                    | 0,08%                                |
| Албанци                              | Албанци                              |                                      | 1                                    | 0,08%                                |
| непознато                            | непознато                            |                                      | 8                                    | 0,64%                                |

| Година пописа     | 1948. | 1953. | 1961. | 1971. | 1981. | 1991. | 2002. |
| ----------------- | ----- | ----- | ----- | ----- | ----- | ----- | ----- |
| Број домаћинстава | 726   | 712   | 721   | 615   | 536   | 486   | 408   |

| Број чланова      | 1  | 2  | 3  | 4  | 5  | 6  | 7  | 8 | 9 | 10 и више | Просек |
| ----------------- | -- | -- | -- | -- | -- | -- | -- | - | - | --------- | ------ |
| Број домаћинстава | 93 | 98 | 71 | 74 | 27 | 23 | 11 | 7 | 4 | 0         | 3,04   |

| Пол    | Укупно | Неожењен/Неудата | Ожењен/Удата | Удовац/Удовица | Разведен/Разведена | Непознато |
| ------ | ------ | ---------------- | ------------ | -------------- | ------------------ | --------- |
| Мушки  | 484    | 122              | 299          | 36             | 26                 | 1         |
| Женски | 548    | 72               | 292          | 148            | 33                 | 3         |
| УКУПНО | 1.032  | 194              | 591          | 184            | 59                 | 4         |

| Пол    | Укупно                    | Пољопривреда, лов и шумарство | Рибарство                            | Вађење руде и камена | Прерађивачка индустрија       |
| ------ | ------------------------- | ----------------------------- | ------------------------------------ | -------------------- | ----------------------------- |
| Мушки  | 303                       | 237                           | 0                                    | 0                    | 16                            |
| Женски | 181                       | 127                           | 0                                    | 0                    | 12                            |
| УКУПНО | 484                       | 364                           | 0                                    | 0                    | 28                            |
| Пол    | Производња и снабдевање   | Грађевинарство                | Трговина                             | Хотели и ресторани   | Саобраћај, складиштење и везе |
| Мушки  | 0                         | 7                             | 11                                   | 1                    | 7                             |
| Женски | 0                         | 0                             | 6                                    | 0                    | 0                             |
| УКУПНО | 0                         | 7                             | 17                                   | 1                    | 7                             |
| Пол    | Финансијско посредовање   | Некретнине                    | Државна управа и одбрана             | Образовање           | Здравствени и социјални рад   |
| Мушки  | 0                         | 0                             | 3                                    | 4                    | 1                             |
| Женски | 1                         | 2                             | 3                                    | 11                   | 7                             |
| УКУПНО | 1                         | 2                             | 6                                    | 15                   | 8                             |
| Пол    | Остале услужне активности | Приватна домаћинства          | Екстериторијалне организације и тела | Непознато            | Непознато                     |
| Мушки  | 2                         | 0                             | 0                                    | 14                   | 14                            |
| Женски | 3                         | 1                             | 0                                    | 8                    | 8                             |
| УКУПНО | 5                         | 1                             | 0                                    | 22                   | 22                            |

## Занимљивости
У Николинцима је 1969. године рођен један од тренутно најбољих хармоникаша света Лело Ника. Два пута је проглашаван за званично најбољег хармоникаша на свету. Данас живи у Малмеу, Шведска.